# 関俊一郎
関 俊一郎（せき しゅんいちろう、1967年5月29日 - ）は、日本の実業家。ファンゴー創業者であり、代表取締役社長。ミックスアンドブレンド代表社員。

## 略歴
長野県諏訪市出身。長野県諏訪清陵高等学校、コミュニティ・カレッジを経て、カリフォルニア大学バークレー校経済学部卒業。帰国後、経営コンサルティング会社勤務を経て、1995年起業。東京都世田谷区三宿にサンドイッチ・ハンバーガー「FUNGO」をオープン。さらに「ファンゴーダイニング」、「グラニースミス アップルパイ&コーヒー」、「TEN FINGERS BURGER」、「酒 秀治郎」、「居酒屋ひでじろう」、「クロスロードベーカリー」（萬楽庵へ株式譲渡）、「ビストロバーンヤード」（閉店）などを手掛ける。コンサルティング・マーケティング・プロモーションの合同会社ミックスアンドブレンドを創業し、代表社員。「Northern GRANDE 八幡平」、「SAUVIE FRUITS TART」をプロデュース。

## メディア出演
- 「がっちりマンデー!!」 TBSテレビ 2015年7月8日放送
- 「ABEMA NEWS」 ABEMA 2016年6月21日配信、2016年9月27日配信